# نیتروژن تری‌یدید
نیتروژن تری‌یدید (به انگلیسی: Nitrogen triiodide) با فرمول شیمیایی NI3 یک ترکیب شیمیایی با شناسه پاب‌کم 61603 است. که جرم مولی آن 394.719 g/mol می‌باشد. شکل ظاهری این ترکیب، جامد قرمز است. این ترکیب یک ماده انفجاری بسیار حساس است، طوری که با لمس کردن نیز منفجر می‌شود. اندازه نسبتاً کوچک اتم نیتروژن و نتیجتاً نزدیکی سه اتم بسیار بزرگ ید به هم، و از طرفی پایداری بالای فراورده N2 حاصل از تجزیه، علت ناپایداری این ترکیب است.